# Don Camillo und Peppone
Don Camillo und Peppone sind die Hauptfiguren vieler Erzählungen und mehrerer Romane von Giovannino Guareschi und einiger Spielfilme. Sie skizzieren das ländliche Italien kurz nach dem Zweiten Weltkrieg bis in die 1960er Jahre – den Zwiespalt zwischen tradierten Werten, gesellschaftlicher Aufbruchsstimmung und politischer Rivalität im Klima des Kalten Krieges.

## Handlung
Die Figur des Don Camillo Tarocci ist nach Don Camillo Valota benannt, einem katholischen Priester, Partisanen und Gefangenen der Konzentrationslager Dachau und Mauthausen. Als wichtigstes Vorbild für Don Camillos Charakter gilt jedoch Alessandro Parenti, Dorfpfarrer in Trepalle (Gemeinde Livigno), bei dem Guareschi in der Entstehungszeit der Erzählungen häufig zu Gast war. Don Camillo ist ein schlagkräftiger und schlitzohriger Priester in einem fiktiven, Boscaccio genannten Dorf bzw. Marktflecken (in den Filmen sieht man die Kulisse von Brescello) in der norditalienischen Poebene, der in ständigem Konflikt mit dem kommunistischen (und ebenfalls schlagkräftigen) Bürgermeister Giuseppe Bottazzi, genannt Peppone, liegt. Dessen Vorname ist eine Anspielung auf Josef Stalin. 
Beide Figuren sind durch ihre gemeinsame Vergangenheit als Partisanen verbunden (→ Resistenza). Sie konkurrieren um die Lösung der sozialen Fragen ihrer Zeit, im Besonderen um die Verbesserung des Loses der armen Landarbeiter in der Poebene. Dabei setzen sie unterschiedliche Mittel ein; zugleich sind beide keine klassischen Vertreter ihrer Fraktion. Peppone, obwohl Kommunist, ist mittelständischer Unternehmer und gläubiger Christ, Don Camillo handelt aus christlicher Nächstenliebe. Gerade deshalb gerät er oft mit den örtlichen Grundbesitzern in Streit und lässt auch seine Fäuste sprechen. Am Ende ihrer Auseinandersetzungen müssen beide oft erkennen, dass sie einander näher sind, als sie es wahrhaben wollen.
Guareschi bildete zum Teil selbst das Vorbild für seine beiden Protagonisten. Äußerlich entsprach er eher Peppone, seine innere Überzeugung hingegen spiegelte sich eher in Don Camillo wider. Seine Erzählungen verstehen sich wohl auch als moralischer Appell an die politischen Lager, den Wiederaufbau nach der Überwindung der faschistischen Mussolini-Diktatur gemeinsam zu gestalten. Dass die Geschichten nicht zur rührseligen Propaganda abgleiten, bewältigt er durch einen Kunstgriff: Eine wichtige Rolle spielt das Kruzifix in der Dorfkirche. Wann immer Don Camillo einen Punktsieg gegen seinen Widerpart erreicht hat, spricht Jesus zu ihm und kritisiert ihn nötigenfalls. Aber auch allgemein kommunizieren Camillo und Jesus oft miteinander.
Die Geschichten um Don Camillo und Peppone erschienen erstmals zu Weihnachten 1946 im Satiremagazin Bertoldo, dessen Chefredakteur Guareschi war. Der große Erfolg der ersten Erzählung brachte den Verleger Angelo Rizzoli dazu, ihr in Serie weitere folgen zu lassen und sie ab 1948 gesammelt als Bücher zu veröffentlichen.
Die große internationale Beliebtheit seiner Figuren unterstreicht eine Anekdote, die Guareschi im Vorwort zu Don Camillo und seine Herde erzählt: Nach dem großen Po-Hochwasser von 1951 habe er aus dem Ausland Pakete mit Decken und Kleidern „für Don Camillos und Peppones Leute“ bekommen.

## Bücher
Einige der erschienenen Bücher sind:
- Don Camillo und Peppone (1948, Originaltitel „Mondo piccolo: Don Camillo“)
- Don Camillo und seine Herde (1953, Originaltitel „Don Camillo e il suo gregge“)
- Genosse Don Camillo (1963, Originaltitel „Mondo piccolo: Il compagno Don Camillo“)
- Don Camillo und die Rothaarige (postum hrsg. 1969, Originaltitel „Don Camillo e i giovani d’oggi“)
- …und da sagte Don Camillo … (postum 1980, Originaltitel „Gente così / Mondo piccolo“)
- …aber Don Camillo gibt nicht auf … (postum 1981, Originaltitel: „Lo spumarino pallido: Mondo piccolo“)
- …und Don Camillo mittendrin … (postum 1982/1983, Originaltitel „Il decimo clandestino/Noi del Boscaccio“)
- Grazie, Don Camillo (postum 1985, Originaltitel: „L’anno di Don Camillo“)
- Ciao, Don Camillo (postum 1996, Originaltitel: „Ciao, Don Camillo“)

## Filme

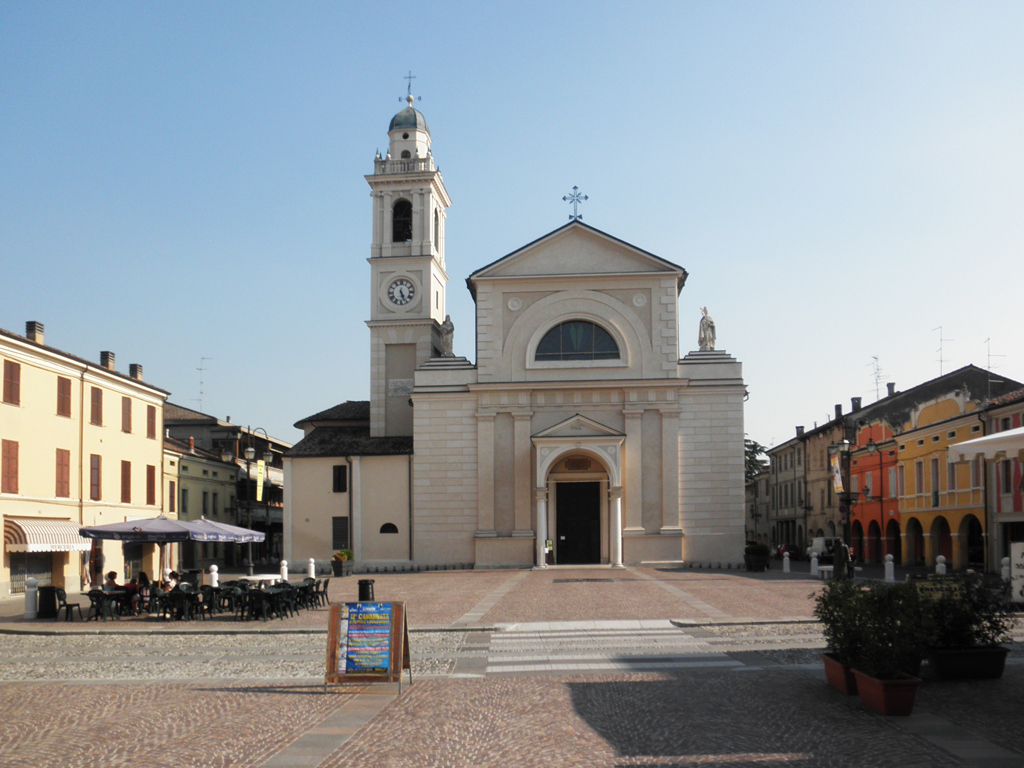
Kirche von Brescello

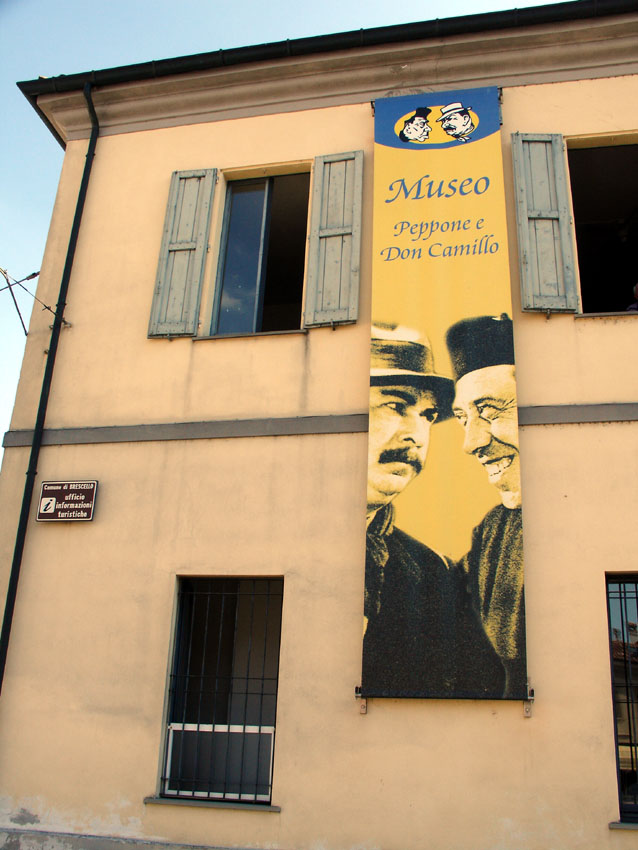
Don-Camillo-und-Peppone-Museum in Brescello

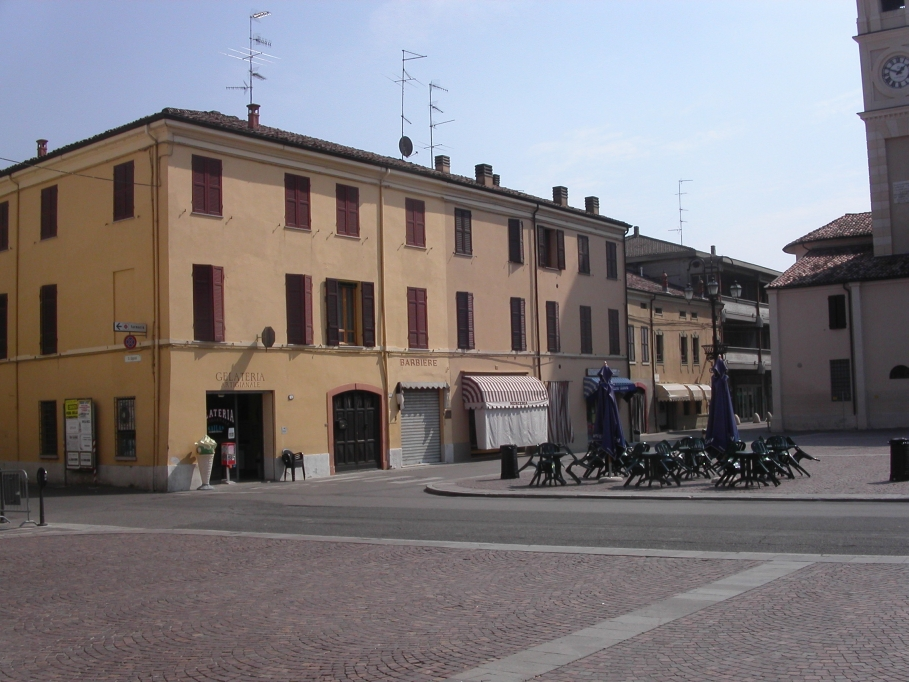
Innenstadt von Brescello

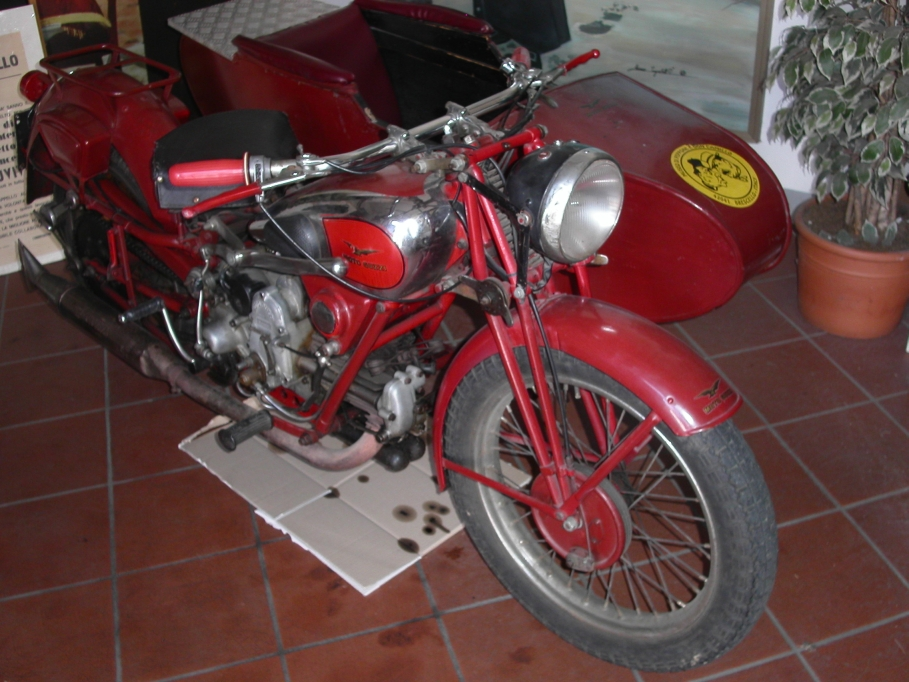
Peppones Moto Guzzi

Die bekanntesten Verfilmungen der Geschichten entstanden zwischen 1952 und 1965 mit Fernandel als Don Camillo und Gino Cervi als Peppone. Gedreht wurden die Filme im italienischen Brescello, einem Ort in der Poebene in der Emilia-Romagna. Noch heute erinnert das 1989 eingeweihte Museum Peppone e Don Camillo an die Filmarbeiten.
Es wurden sechs vollständige Filme in Brescello gedreht – aber nur die ersten fünf mit Fernandel und Gino Cervi. Fernandel starb 1971 während der Dreharbeiten zum sechsten Film, Don Camillo e i giovani d’oggi, der unvollendet und unaufgeführt blieb. Der spätere Film von 1972 ist ein komplettes Remake mit anderen Darstellern.
| Jahr | Filmtitel | Regie           | Spielzeit   |
| ---- | --- | --------------- | ----------- |
| 1952 | Don Camillo und Peppone ital.: Don Camillo franz.: Le petit monde de Don Camillo engl.: The little world of Don Camillo                              | Julien Duvivier | 107 min     |
| 1953 | Don Camillos Rückkehr ital.: Il ritorno di Don Camillo franz.: Le retour de Don Camillo engl.: The return of Don Camillo                             | Julien Duvivier | 116 min     |
| 1955 | Die große Schlacht des Don Camillo ital.: Don Camillo e l’onorevole Peppone franz.: La grande bagarre de Don Camillo engl.: Don Camillo’s last round | Carmine Gallone | 100 min     |
| 1961 | Hochwürden Don Camillo ital.: Don Camillo Monsignore…ma non troppo franz.: Don Camillo…Monseigneur! engl.: Don Camillo: Monsignor!                   | Carmine Gallone | 117 min     |
| 1965 | Genosse Don Camillo ital.: Il compagno Don Camillo franz.: Don Camillo en Russie engl.: Don Camillo in Moscow                                        | Luigi Comencini | 105 min     |
| 1970 | Don Camillo e i giovani d’oggi franz.: Don Camillo et les contestataires                                                                             | Christian-Jaque | unvollendet |
| 1972 | Don Camillo e i giovani d’oggi ital.: Don Camillo e i giovani d’oggi franz.: Don Camillo et les contestataires                                       | Mario Camerini  | 111 min     |
| 1983 | Keiner haut wie Don Camillo ital.: Don Camillo | Terence Hill    | 126 min     |

Die Filmmusik zu den ersten fünf Don-Camillo-Filmen komponierte Alessandro Cicognini.
1980/81 entstand eine 13-teilige britische Fernsehserie Die kleine Welt des Don Camillo (The little world of Don Camillo), Regie: Peter Hammond, mit Mario Adorf als Don Camillo und Brian Blessed als Peppone.

## Bearbeitungen für die Bühne
- Gerold Theobalt: Don Camillo  und Peppone. Komödie. Ahn & Simrock, München 1999 (frei nach dem Roman Don Camillo und Peppone).
- Riccardo F. Esposito: Don Camillo e Peppone. Cronache cinematografiche dalla Bassa Padana 1951–1965, Le Mani – Microart’s, Recco (Genua, Ligurien, Italien), 2008.
- Michael Kunze / Dario Farina: Don Camillo & Peppone, Musical, 2015 in St. Gallen uraufgeführt, dann von Jänner bis Juni 2017 im Ronacher in Wien aufgeführt.